# Paula von Waechter

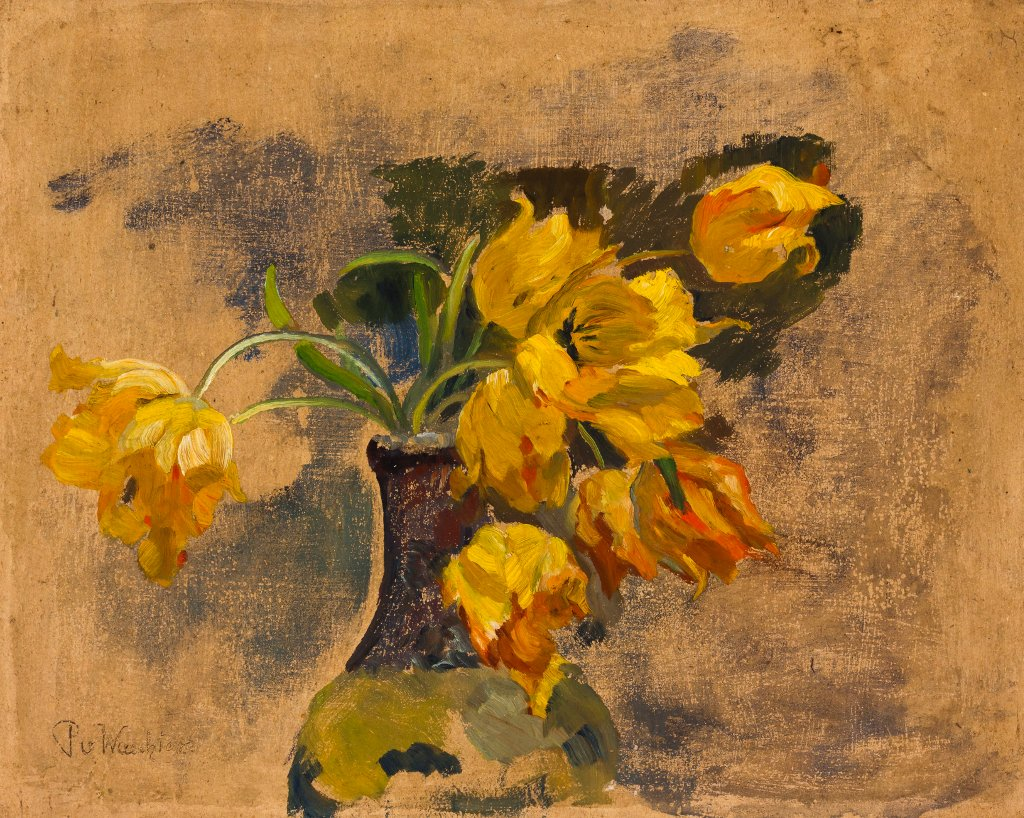
Paula von Waechter: Gelber Tulpenstrauß

Paula Freiin von Waechter-Spittler (* am 7. Dezember 1860 in Ulm; † am 15. Oktober 1944 auf Schloss Horn bei Fischbach, Landkreis Biberach) war eine deutsche Malerin. Sie war und ist unter dem Namen Paula von Waechter als Malerin bekannt.

## Leben

### Ausbildung
Paula von Waechter besuchte von 1878 bis 1889 an der Königliche Kunstschule in Stuttgart unter anderem die Malklasse von Friedrich von Keller. Zwischen 1884 und 1885 verbrachte sie einige Monate in Paris und war an der Académie Julian eingeschrieben.

### Künstlerisches Schaffen
Waechter spezialisierte sich vor allem auf das Malen von Porträts, Stillleben, Tieren und figürlichen Kompositionen spezialisiert. Während sie schon längst als freischaffende Künstlerin tätig war, hospitierte sie von 1911 bis 1912 in der Damen-Malschule an der Königlichen Kunstschule, die damals schon den Status einer Akademie hatte, bei Adolf Hölzel.
Sie war von 1893 bis 1944 Mitglied im Württembergischen Malerinnenverein, wo sie jahrelang im Verwaltungsausschuss tätig war. Als Vertreterinnen des Württembergischen Malerinnenvereins engagierten sich Paula von Waechter und Marie Wiest auf einer überregionalen Zusammenkunft deutscher Künstlerinnenvereinigungen 1907 in München dafür, dass das Ziel verfolgt wird, dass zukünftig Frauen zusammen mit Männern ausgestellt und an der Jurierung eingesandter Arbeiten beteiligt werden.
Daneben war sie Mitglied in anderen Künstlerverbänden wie dem Frauenkunstverband Stuttgart (FKV) von 1915 bis 1927, im Württembergischen Kunstverein (WKV), in der Renten- und Pensionsanstalt für deutsche bildende Künstler Weimar (RPAW), im Thüringer Aussteller-Verband bildender Künstler (ThABK) und in der Freien Vereinigung württembergischer Künstler (FVWK).

### Privates
Paula von Waechter war die Enkelin von Karl Eberhard von Waechter-Spittler.

## Ausstellungen
Paula von Waechter beteiligte sich mit eigenen Werken an folgenden Gruppenausstellungen:
- 1891: Internationale Gemälde-Ausstellung im Königlichen Museum der Bildenden Künste (heute: Staatsgalerie Stuttgart), Stuttgart.
- 1893, 1896: Vereinsausstellung des Württembergischen Malerinnenvereins im Württembergischen Kunstverein Stuttgart.[8][9]
- 1893: Vereinsausstellung des Württembergischen Malerinnenvereins im Königlichen Museum der Bildenden Künste, Stuttgart.
- 1896: II. Internationale Gemälde-Ausstellung im Königlichen Museum der bildenden Künste, Stuttgart.
- 1898: Ausstellung im Württembergischen Kunstverein, Stuttgart.[10]
- 1899: Ausstellung des Württembergischen Malerinnenvereins im Königlichen Museum der Bildenden Künste, Stuttgart.
- 1900, 1901, 1903, 1905, 1909, 1911, 1920: Ausstellung des Württembergischen Kunstvereins, Stuttgart.[11][12][13][14][15][16]
- 1908: Münchner Jahresausstellung im Königlichen Glaspalast München.[17]
- 1909, 1911: Ausstellung des Württembergischen Malerinnenvereins in der Atelierhaus-Galerie, Stuttgart.[18][19]
- 1913: Große Frühjahrs Gartenbauausstellung, Gewerbehalle, Stuttgart.[20]
- 1914: Sommerausstellung des Kunsthauses Schaller, Stuttgart.[21]
- 1915, 1920, 1924: Ausstellung des Frauenkunstverbands, Stuttgart.
- 1916: Ausstellung des Frauenkunstverbands im Badischen Kunstverein, Karlsruhe.[22]
- 1916: Ausstellung des Frauenkunstverbands, Mannheim.
- 1927: Jubiläumsausstellung des Württembergischen Kunstvereins, Stuttgart.

## Werke
Folgende Werke befinden sich in öffentlichem Besitz:
Museum Biberach
- Marktplatz von Biberach, ohne Jahr, Tempera auf Papier.
- Wohnzimmer, ohne Jahr, Aquarell auf Papier.
- Bauernfrau am Stock, ohne Jahr, Bleistift auf Papier.
- Portrait, ohne Jahr, Tusche auf Papier.
- Zigeuner, ohne Jahr, Kohle auf Papier.
- Zigeuner, ohne Jahr, Kohle auf Papier.
- Dame mit Näharbeit, ohne Jahr, Bleistift auf Papier.
- Fleißiges Rickele, ohne Jahr, Bleistift auf Papier.
- Stiefelbursche, ohne Jahr, Bleistift auf Papier.
- Die Neugierige, ohne Jahr, Sepiatusche auf Papier.
- Sonnenaufgang, ohne Jahr, schwarze Tusche, blaugraues Papier.
- Alte Stadt, ohne Jahr, Tusche auf Papier.
- Dame, ohne Jahr, Bleistift und Ölkreide auf Papier.
- Abend im Mettenberger Tal, ohne Jahr, Ölkreide auf grünem Papier.
- Junger Herr, ohne Jahr, Pastell auf Karton.
- Kind auf der Bank, ohne Jahr, Wasserfarben auf Karton.
- Atelier der Künstlerin in Stuttgart, Friedrichstraße, 1907, Öl auf Leinwand
- Sitzendes Mädchen mit Hut, ohne Jahr, Rötel auf Papier.
- Bauernstube in Fischbach, 1900, Öl auf Leinwand.
- Heimkehrendes Hirtenpaar, ohne Jahr, Aquarell auf Papier.
- Fischbach von Schloss Horn aus, ohne Jahr, Öl auf Leinwand.
- Portrait von Elisabeth Graner, ohne Jahr, Aquarell auf Papier.

Kunstmuseum Stuttgart
- Blumenstillleben, 1936, Öl und Leinwand auf Holz.

Graphische Sammlung der Staatsgalerie Stuttgart
- Kopie nach Rembrandt, ohne Jahr, Radierung.

Stadtarchiv Stuttgart
- Portrait von Alice Sauerbeck geborene Kötsle, um 1905, Öl auf Leinwand.
- Selbstbildnis, ohne Jahr, Öl auf Leinwand
- Portrait der Autographensammlerin Elise Freiin von Koenig-Warthausen, 1906, Öl auf Karton.
- Neues Schloss Stuttgart, 5 Innenansichten, 1910–1911, Öl auf Karton, Aquarelle auf Papier.
- Portrait der Kunsthandwerkerin Magdalene Schweizer, 1907, Öl auf Leinwand.

Regierungspräsidium Tübingen
- Lesende Dame, ohne Jahr, Öl auf Leinwand.